# Вулиця Гетьмана Павла Скоропадського (Київ)
Ву́лиця Ге́тьмана Павла́ Скоропа́дського — вулиця в Голосіївському, Солом'янському та Шевченківському районах міста Києва, місцевість Паньківщина. Пролягає від площі Українських Героїв до залізничного шляхопроводу (продовженням є вулиця Митрополита Василя Липківського).
Прилучаються вулиці Велика Васильківська, Євгена Чикаленка, Антоновича, Терещенківська, парк імені Тараса Шевченка, вулиці Володимирська, Тарасівська, Паньківська, Микільсько-Ботанічна, Назарівська, Саксаганського, Жилянська, Сім'ї Прахових, Вокзальна.

## Історія
Вулиця виникла в 1850-ті роки під назвою Шулявська, оскільки пролягала в бік місцевості Шулявка. 1891 року отримала назву Караваєвська — на честь хірурга Володимира Караваєва, у зв'язку з 50-річчям його діяльності в Київському університеті.
1909 року вулицею прокладено трамвайну лінію в бік Солом'янки (існувала до 1987 року).
З 1920 року — вулиця Толстого, на честь російського письменника Льва Толстого. Під час німецької окупації міста у 1942–1943 роках — вулиця Шевченка (Шевченко-штрассе). З 1944 року мала назву вулиця Льва Толстого.
Сучасна назва на честь Гетьмана Павла Скоропадського — з березня 2023 року.

## Пам'ятки архітектури, історично та архітектурно значні споруди
- № 1 (1897—1898) — прибутковий будинок доктора медицини Ізраїля Бендерського, зведений за проєктом архітектора Миколи Казанського.
- № 5 (1953) — архітектори С. Андрієвський, В. Успенська.
- № 7 (кінець XIX — початок XX століття) — колишній маєток Терещенків, зведений за проєктом архітектора Петра Бойцова.
- № 9 (середина XIX століття) — будинок, в якому у 1879 році  зупинявся Лев Толстой. Двоповерховий цегляний будинок, фасад потинькований. Вікна прикрашені декративними ліпними наличниками. Парадний вхід — у центральній частині будинку[6].
- № 11/61 (1911—1912), був відомий у Києві під назвами «професорський будинок», оскільки тут мешкали професори Київського університету, та «будинок Мороза» (архітектори Зекцер і Торов).
- № 14 (1847, метеорологічна станція університету), зведена у 1847 році за проєктом архітектора Олександра Беретті.
- № 57 (2009—2012), хмарочос «101 Tower».

Також історичну та архітектурну цінність мають будинки № 3, 5, 8, 12, 12, 13, 14, 15, 17, 23, 27, 29, 41, 43, 55, 59.

## Персоналії
- За спогадами Уласа Самчука, під час ІІ Світової війни, в 1941—1942 роках на цій вулиці жили декілька визначних діячів Організації Українських Націоналістів: Олег Ольжич, Олена Теліга та Іван Рогач. Улас Самчук пише про це в книзі своїх спогадів — «На коні вороному».
- В будинку № 7, в мешканні 56, протягом 1941—1942 років мешкала Олена Теліга.
- В будинку № 9 1879 року під час свого єдиного візиту до Києва зупинявся Лев Толстой.
- В будинку № 10, в 1941—1942 роках жив Іван Рогач.
- В будинку № 15 протягом 1941—1942 років у родині Василя та Євдокії Скорупських жив Олег Кандиба (Ольжич)[7]. Також в цьому будинку в різний час мешкали Григорій Верьовка, Михайло Старицький, Ніна Крутікова з доньками Світланою та Тетяною Рудими.
- В будинку № 25 з 1951 по 2004 рік жив і творив поет-гуморист Павло Глазовий.
- В будинку № 25 в квартирі № 104 мешкав художник Казимир Агніт-Следзевський та його родина, зокрема, донька — лікарка-кардіолог Ірина Следзевська[8].
- В будинку № 35 мешкав Зарубін Олександр Миколайович — член УЦР, генеральний секретар пошти і зв'язку.
- В будинку № 97 мешкав Євген Чикаленко — видатний український меценат, один з ініціаторів створення Української Центральної Ради.

## Зображення

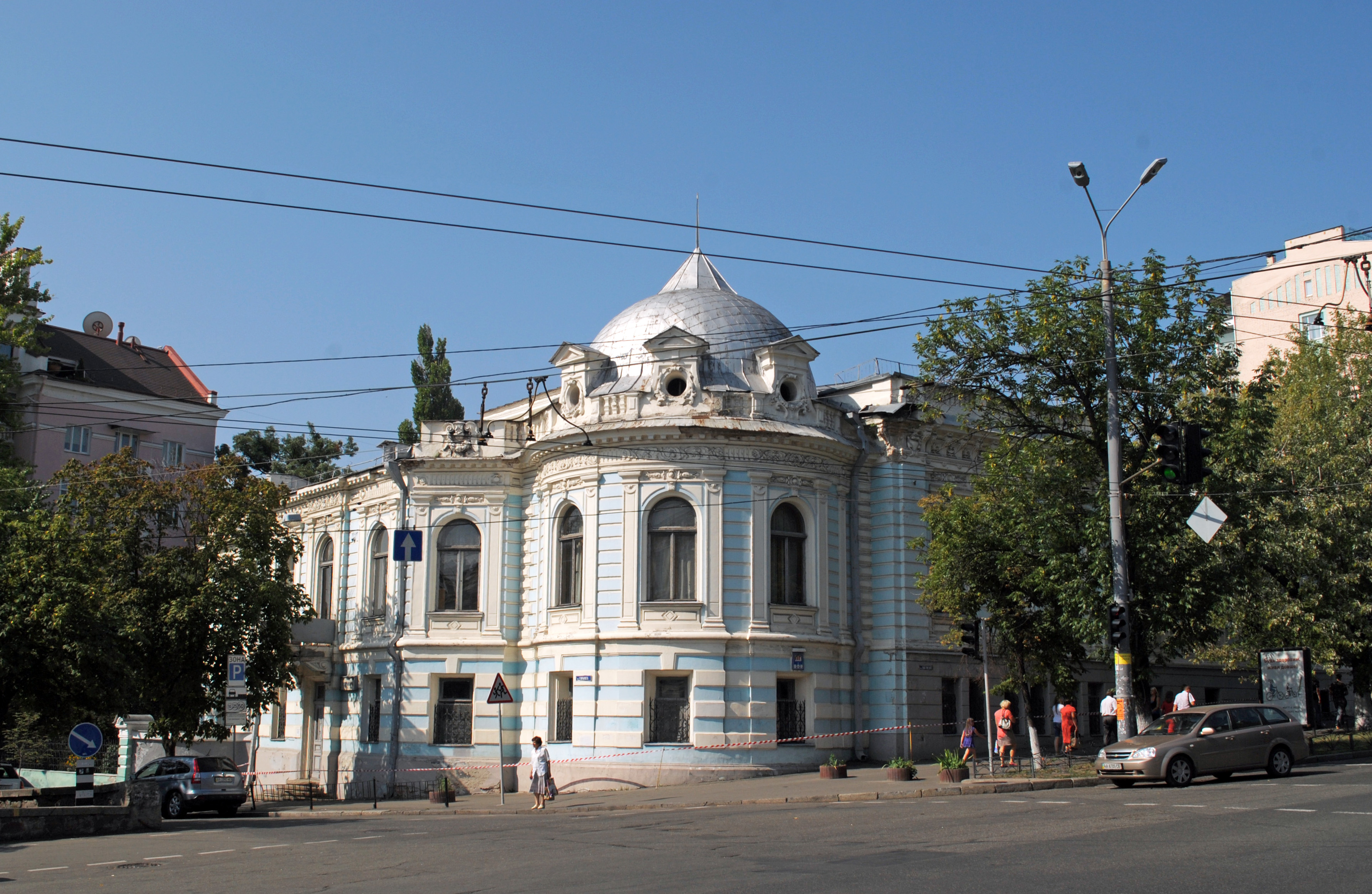
Маєток Олександра Терещенка
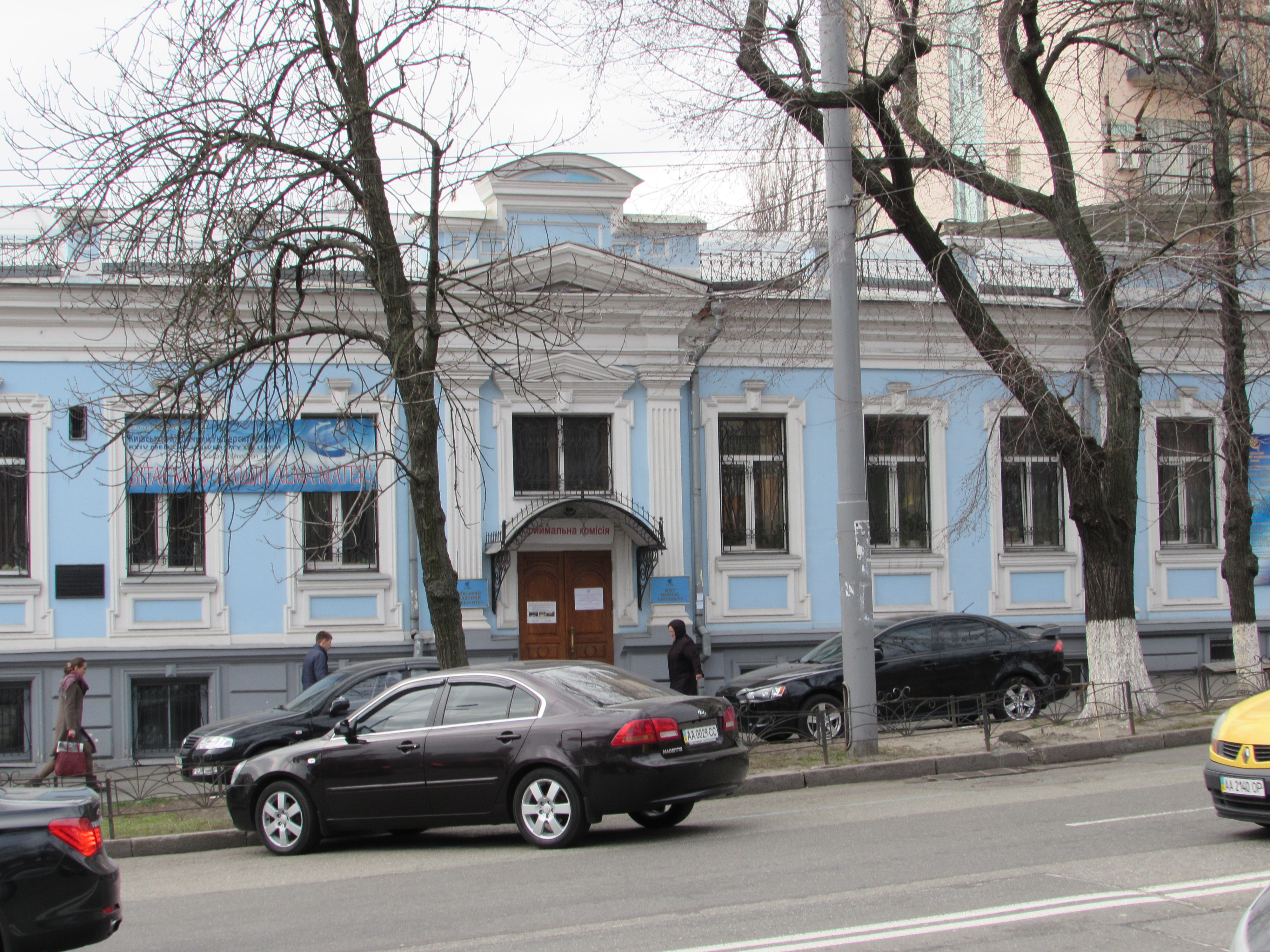
Гетьмана П. Скоропадського, 9
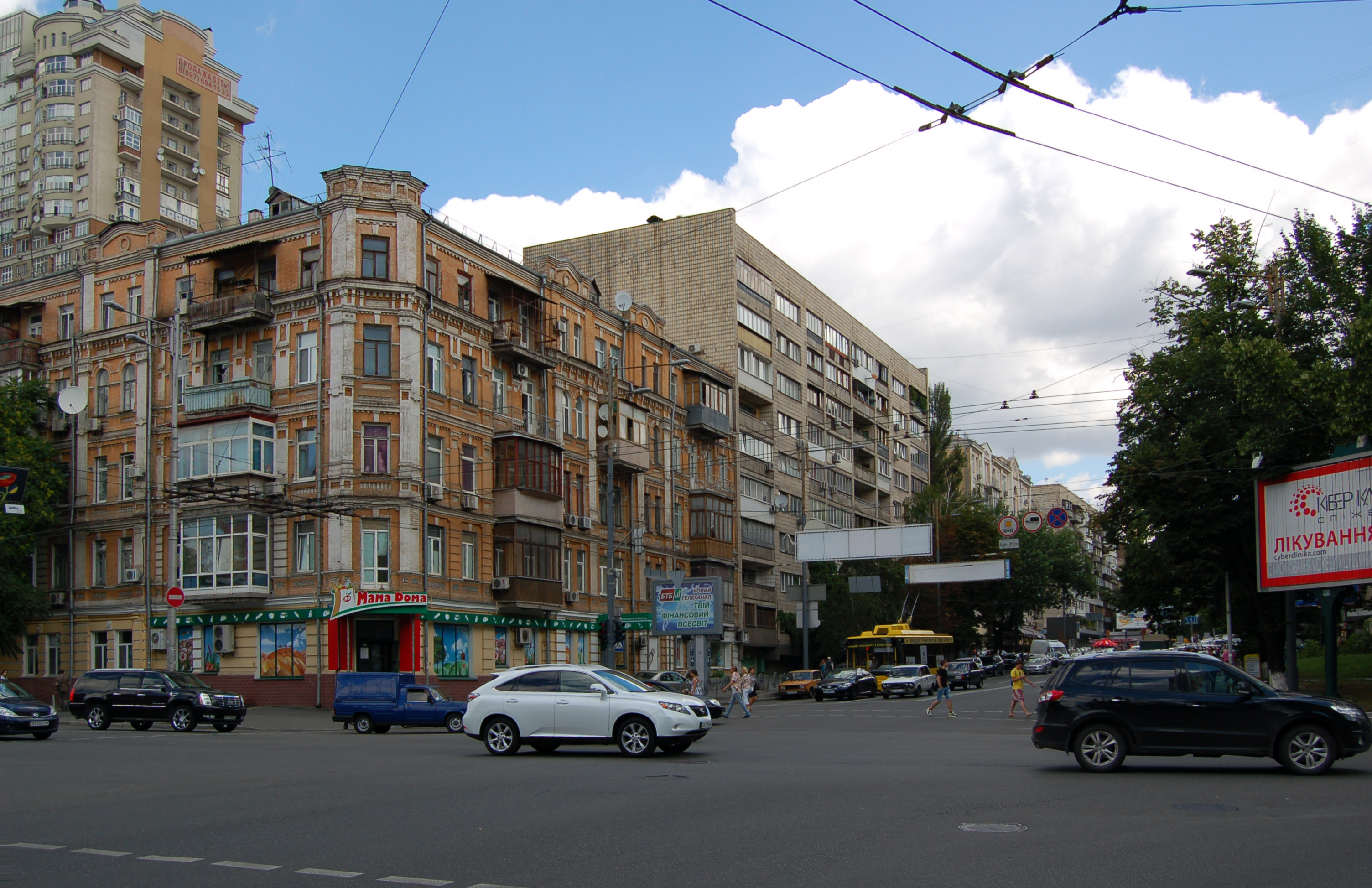
Перехрестя з Жилянською вулицею
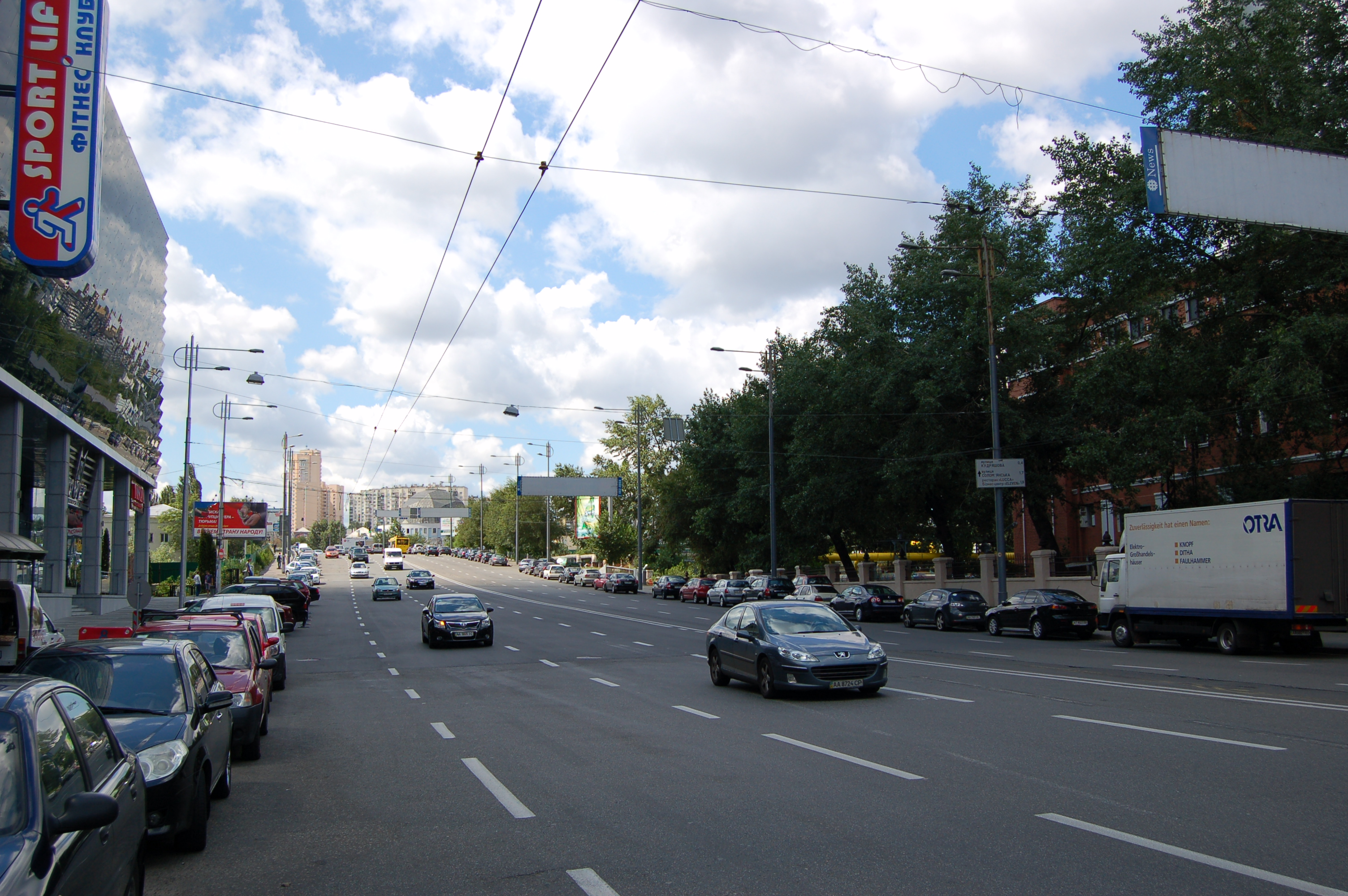
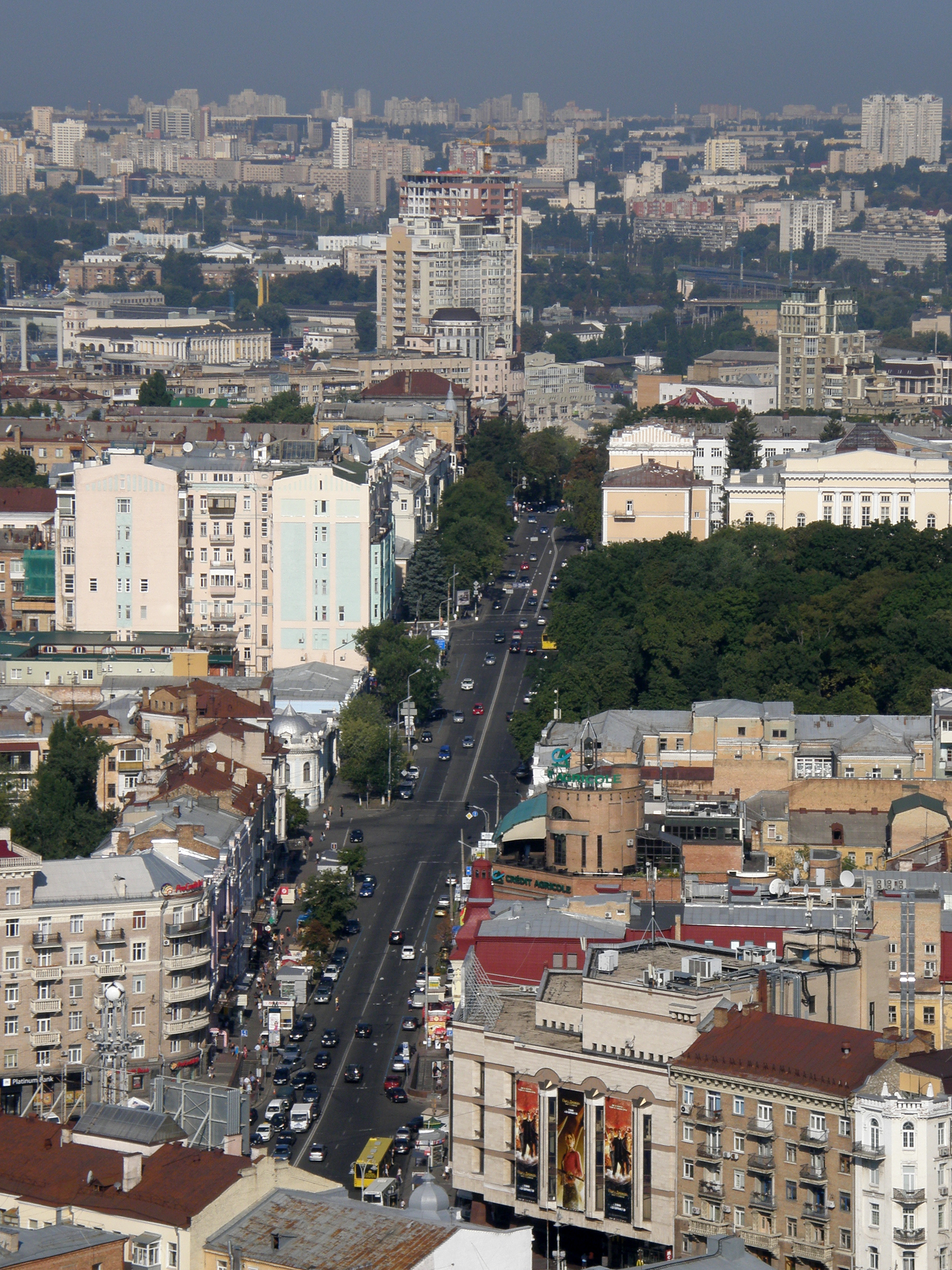
Від початку на площі Українських Героїв до повороту на розі Назарівської вулиці